# Pantai Cermin (Tanjung Pura)
Pantai Cermin is een bestuurslaag in het regentschap Langkat van de provincie Noord-Sumatra, Indonesië. Pantai Cermin telt 5492 inwoners (volkstelling 2010).